# Тимелія-темнодзьоб смугаста
Тиме́лія-темнодзьо́б смугаста (Zosterornis striatus) — вид горобцеподібних птахів родини окулярникових (Zosteropidae). Ендемік Філіппін.

## Опис

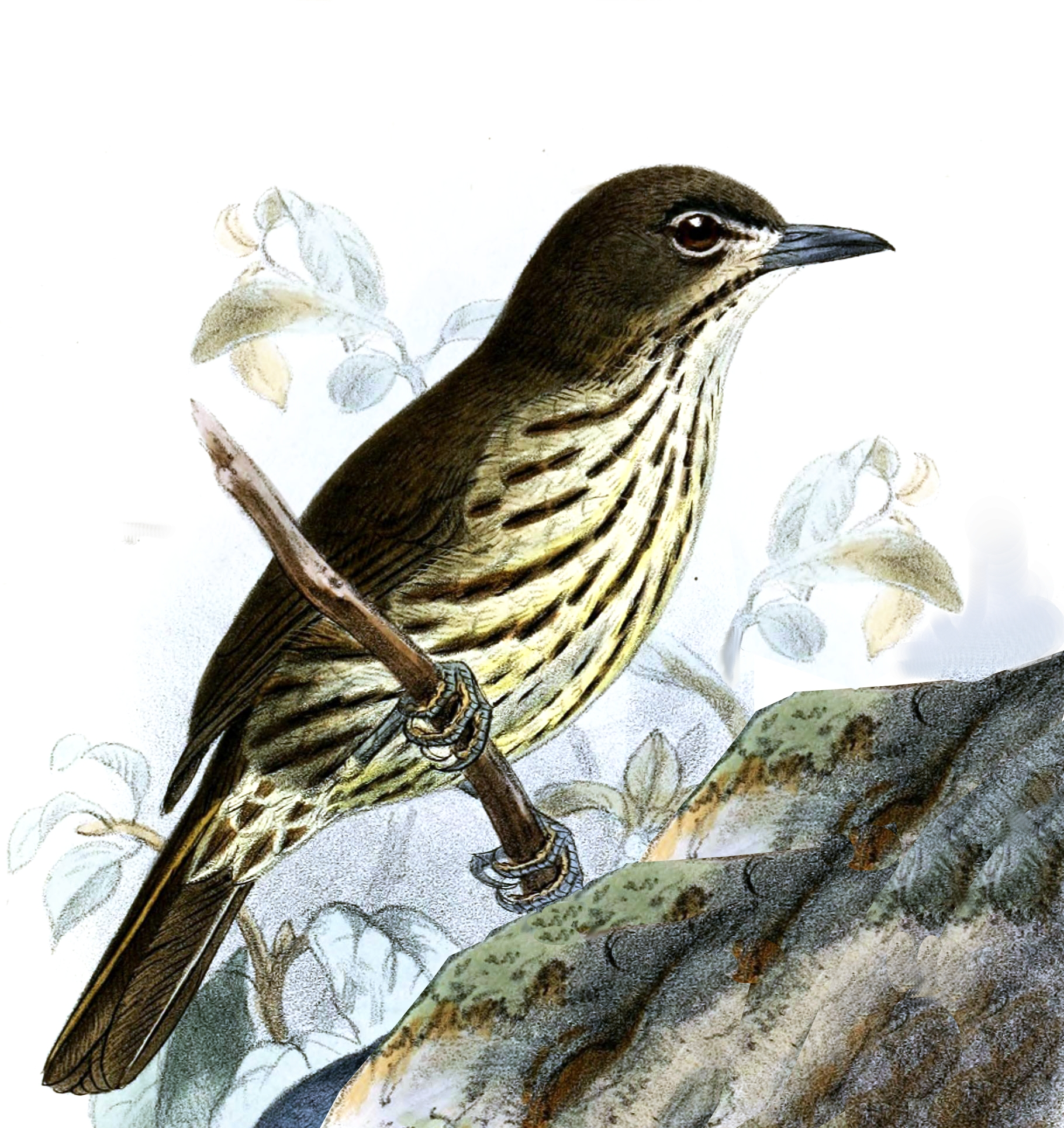
Палаванська тимелія-темнодзьоб

Довжина птаха становить 13-14 см. Голова і верхня частина тіла переважно сіро-коричневі, нижня частина тіла жовтувато-кремова, сильно поцяткована темними смужками. Над очима чорні "брови", навколо очей вузькі білі кільця.

## Поширення і екологія
Смугасті тимелії-темнодзьоби є ендеміками острова Лусон. Вони живуть у вологих рівнинних тропічних лісах, на галявинах та в лісових масивах. Зустрічаються парами або невеликими зграйками, на висоті від 115 до 850 м над рівнем моря, переважно на висоті до 500 м над рівнем моря. Живляться ягодами, комахами і дрібними плодами.

## Збереження
МСОП класифікує стан збереження цього виду як близький до загрозливого. Смугастим тимеліям-темнодзьобам загрожує знищення природного середовища.